# Олтер, Том
Том Олтер (англ. Tom Alter; 22 июня 1950, Массури — 29 сентября 2017, Мумбаи) — индийский актёр театра, кино и телевидения, известный ролями в фильмах на хинди и английском языке. В 2008 году награждён четвёртой по высоте гражданской наградой Индии — орденом Падма Шри.

## Биография
Родился 22 июня 1950 года в городке Массури штата Уттар-Прадеш (ныне Уттаракханд) и стал третьим ребёнком в семье после брата Джона и сестры Марты. Его отец Джеймс Пейн Олтер был сыном пресвитерианских миссионеров, приехавших в Индию из Огайо в 1916 году и осевших в Лахоре. В 1945 году Джеймс Олтер вместе с женой Барбарой Бич переехал в Северную Индию, в то время как его родители после раздела страны остались жить в Пакистане.
Том Олтер окончил Woodstock School, международную школу-интернат в районе Гималаев, в 1968 году и в 18 лет уехал в США, где поступил в Йельский университет. Однако проучился там всего полтора года, после чего бросил учёбу и вернулся в Индию. По возвращении он полгода служил учителем в школе Святого Томаса в Джагадхари, Харьяна. В это время он часто смотрел фильмы в кинотеатре вместе с друзьями и, увидев драму «Преданность» с участием Раджеша Кханны, загорелся желанием стать актёром. В 1972 году Олтер поступил в Индийский институт кино и телевидения, который закончил в 1974 году с золотой медалью. Чтобы доказать серьёзность своих намерений построить карьеру в Индии, после окончания актёрской школы он отказался от американского паспорта.
Свою первую роль в кино Олтер получил благодаря Шаукат Азми, матери его однокурсницы Шабаны. Шаукат представила его Четану Ананду, в то время занимавшемуся производством фильма Saheb Bahadur (1977), и тот дал молодому актёру эпизодическую роль студента колледжа. Однако впервые на большом экране Олтер появился во второстепенной роли таможенника, борющегося с наркотрафиком, в фильме «Гашиш», который вышел на экраны за год до Saheb Bahadur. Его следующими работами были «Шахматисты» Сатьяджита Рая, где он предстал в образе любящего поэзию на урду капитана Уэстона, и каннада-язычный фильм Kanneshwara Rama.
В 1978 году Том женился на Кэрол Эванс, в браке с которой родились сын Джейми Олтер и дочь Афшан Олтер Бётрам.
В 1979 году вместе с бывшим сокурсниками Насируддином Шахом и Бенджамином Гилани Олтер основал театральную труппу Motley Productions. Первой поставленной ими пьесой стала «В ожидании Годо» Сэмюэла Беккета. Он также работал с группой «Пьеро» из Дели. Его наиболее известные сценические работы включают в себя сольную пьесу на урду длительность два с половиной часа, «Maulana», «Babur ke Aulaad», «Lal Qile ka Aakhri Mushaira», «Ghalib ke Khat», «Teesveen Shatabdi», «Copenhagen», «In Ghalib In Delhi» и театральную адаптацию «Города джиннов» Уильяма Далримпле.
В следующие годы Олтер снялся в фильмах «Безумие» (1979) Шьяма Бенегала, «Горячее сердце» (1981) Маноджа Кумара, «Жизнь во имя любви» (1990) Махеша Бхатта. Он также появился в тридцатисекундной роли доктора в британско-индийской драме «Ганди» Ричарда Аттенборо. Европейская внешность способствовала тому, что актёру предлагали в основном роли иностранцев, полицейских, убийц, священников, скользких дипломатов, чайных плантаторов и различных британских колонистов. Среди редких ролей, на которых не сказалось происхождение актёра, — брат главной героини в «Ганг, твои воды замутились» (1985) Раджа Капура, главарь банды Муса в «Птицах» (1989) Видху Винода Чопры и Абул Калам Азад в Loknayak (2004) Пракаша Джха. Помимо фильмов на хинди и английском он также снимался в лентах на бенгальском, ассамском, гуджарати, телугу, тамильском и кумаони.
Олтер снялся в нескольких популярных сериалах, в числе которых Junoon, Zabaan Sambhalke, Bharat EK Khoj, Shaktimaan, Captain Vyom и Yahaan Ke Hum Sikandar. Его последним появлением на телевидении стала роль в мыльной опере Rishton Ka Chakravyuh, а в кино — драма Sargoshiyan (2017) с участием Алока Натха и Фариды Джалал.
В последние годы жизни у Олтера диагностировали плоскоклеточный рак. В 2016 году его состояние потребовало ампутировать большой палец на правой руке. Несмотря на это, он не прекращал сниматься в кино и выступать на сцене. В сентябре следующего года он был госпитализирован с диагнозом рак кожи четвёртой стадии, но в конце месяца отпущен домой, где и скончался на следующий день, 29 сентября 2017.